# Roztoki (obwód iwanofrankiwski)
Roztoki (ukr. Розтоки), Rostoki – wieś na Ukrainie, w rejonie kosowskim obwodu iwanofrankiwskiego.
W okresie międzywojennym w miejscowości stacjonowała placówka Straży Celnej „Roztoki”, a potem placówka Straży Granicznej I linii „Roztoki” (komisariat SG „Kosów”).